# Kutsukake Yuta
Yuta Kutsukake (沓掛 勇太 Kutsukake Yūta, sinh ngày 12 tháng 11 năm 1991) là một cầu thủ bóng đá người Nhật Bản thi đấu cho Azul Claro Numazu.

## Sự nghiệp thi đấu
Yuta Kutsukake thi đấu cho câu lạc bộ J3 League; Fujieda MYFC từ năm 2014 đến 2015. Năm 2016, anh chuyển đến Azul Claro Numazu.

## Thống kê câu lạc bộ
Cập nhật đến ngày 23 tháng 2 năm 2017.
| Thành tích câu lạc bộ | Thành tích câu lạc bộ | Thành tích câu lạc bộ | Giải vô địch | Giải vô địch | Cúp                   | Cúp                   | Tổng cộng | Tổng cộng |
| Mùa giải              | Câu lạc bộ            | Giải vô địch          | Số trận      | Bàn thắng    | Số trận               | Bàn thắng             | Số trận   | Bàn thắng |
| Nhật Bản              | Nhật Bản              | Nhật Bản              | Giải vô địch | Giải vô địch | Cúp Hoàng đế Nhật Bản | Cúp Hoàng đế Nhật Bản | Tổng cộng | Tổng cộng |
| --------------------- | --------------------- | --------------------- | ------------ | ------------ | --------------------- | --------------------- | --------- | --------- |
| 2014                  | Fujieda MYFC          | J3 League             | 23           | 1            | 2                     | 0                     | 25        | 1         |
| 2015                  | Fujieda MYFC          | J3 League             | 34           | 1            | 2                     | 0                     | 36        | 1         |
| 2016                  | Azul Claro Numazu     | JFL                   | 29           | 1            | –                     | –                     | 29        | 1         |
| Tổng                  | Tổng                  | Tổng                  | 86           | 3            | 4                     | 0                     | 90        | 3         |